# Konkoid

Konkoid av de Sluze för flera värden på a.

Konkoid, snäckkurva, är en tvågrenad kurva som uppstår när man, givet en punkt och en linje, på varje linje genom punkten avsätter två punkter på ömse sidor om den givna linjen på ett fixt avstånd, a, från skärningspunkten med denna.
Konkoiden var känd redan av antikens matematiker, som Nikomedes, som med hjälp av den löste det deliska problemet. Konstruktionen är emellertid komplicerad och görs enklare med hjälp av cissoiden.
För varje linje genom O som skär den givna kurvan vid A de två punkter på linjen som är a från A är på konkoid. Konkoiden är därför en cissoid av en cirkel med centrum O och den givna kurvan. De kallas konkoider eftersom formen på deras yttre grenar liknar snäckskal.
Det enklaste uttrycket använder polära koordinater med O vid origo. Om r = α(θ) uttrycker en given kurva uttrycker r = α(θ) ± d konkoiden. Till exempel, om den kurva som är den raka linjen x = a , då är r =  a/cos(θ) och konkoiden kan därför uttryckas som x = a ± d × cos (θ) och y =  a × tan(θ) ± d × sin(θ).
Alla konkoider är cissoider med en cirkel centrerad på O som en av kurvorna. En limaçon är en konkoid med en cirkel som den givna kurvan.